# Oan gia vườn trường
Koo Prab Chabab Hua Jai (tên tiếng Thái: คู่ปรับฉบับหัวใจ, tiếng Việt: Oan gia vườn trường) là bộ phim truyền hình Thái Lan phát sóng vào năm 2015. Phim với sự tham gia của Thanwa Suriyajak và Atsadaporn Siriwattanakul. Phim được phát sóng trên kênh Channel 7 (CH7) Thái Lan từ ngày 28 tháng 10 năm 2015.

## Nội dung
Phim xoay quanh ba câu chuyện tình yêu diễn ra trong môi trường học đường. Một lọ lem Praemai nhà tuy nghèo nhưng luôn cảm thấy hạnh phúc với tình thương từ mẹ và bạn bè; một cậu ấm Mawin đào hoa, ngỗ nghịch cũng vì thiếu vắng đi tình thương; một cậu bạn kiêm tài xế xe Tuk Tuk Pranon hiền lành đem lòng yêu mến cô tiểu thư Nara xinh xắn dễ thương; một công tử không sợ trời không sợ đất Inthon luôn khắc khẩu mỗi lần chạm mặt cô nàng đỏng đảnh ưa làm dáng Ratee. Chuyện tình của các cặp đôi sẽ đi đến đâu? Mối tình tươi đẹp chốn học đường liệu có còn lung linh khi nó bị chi phối bởi chuyện cơm áo gạo tiền và những mưu toan tính toán trong tình yêu?
Praemai là cô gái độc lập và mạnh mẽ, mặc dù được sinh ra trong gia đình nghèo khó và sống với mẹ nhưng cô rất bản lĩnh, Praemai vừa học vừa làm để có tiền giúp mẹ trang trải cuộc sống. Trong một lần đi phỏng vấn xin việc cô đã bị giám đốc công ty lợi dụng và bị con trai của ông ta là Mawin nhìn thấy. Mặc dù trước đây Mawin rất ngưỡng mộ Praemai nhưng khi thấy cảnh tượng đó Mawin nghĩ rằng Praemai chính là nhân tình của cha mình nên đã rất tức giận và Mawin đã tìm đủ mọi cách để theo đuổi và bắt nạt Praemai. Nhưng mỗi ngày trái tim Mawin đã dần hiểu và yêu Praemai nhiều hơn. Liệu Mawin phải làm gì để giành được trái tim của Praemai?

## Diễn viên
- Thanwa Suriyajak as Marwin Pitatpong
- Atsadaporn Siriwattanakul as Praemai
- Juti Jumroenketpratipe as Chanon
- Pimprapa Tangprabhaporn as Nara
- Sopha Wathit as Inthon
- Pimpawee Kograbin as Ratree
- Surakiat Bunnag as Character Name
- Natida Patchanchai as Boonreht
- Nichanun Funkaew as mẹ kế Inthon
- Pitipon Porntrisat as Character Name
- Surasak Chotinnawat as Character Name
- Toon Hiranyasap as Arnon
- Thanaporn Jitjamruek as Mayura Pitatpong
- Satawat Donlayawijid as Character Name
- Ake Oree as Character Name
- Ratchaneekorn Phanmanee as Character Name
- Narawan Nirattisai as Character Name

## Ca khúc nhạc phim
- เพลงคู่ปรับฉบับหัวใจ / Koo Bprup Chabub Hua Jai (Adversaries of the Heart) - Thanwa Suriyajak & Atsadaporn Siriwattanakul
- ผิดแค่ไหน / Pit Kae Nai (However Wrong it Is) - TUNGBEER
- คำตอบ / Kum Dtaup (The Answer) - Sopha Wathit & Pimpawee Kograbin

## Rating
| Tập        | Rating |
| ---------- | ------ |
| 1          | 5.56   |
| 2          | 7.14   |
| 3          | 5.54   |
| 4          | 6.36   |
| 5          | 5.84   |
| 6          | 5.1    |
| 7          | 5.31   |
| 8          | 5.82   |
| 9          | 5.05   |
| 10         | 5.31   |
| 11         | 5.27   |
| 12         | 5.68   |
| 13         | 5.6    |
| 14         | 7.84   |
| Trung bình | 5.82   |